# 黑体 (物理学)

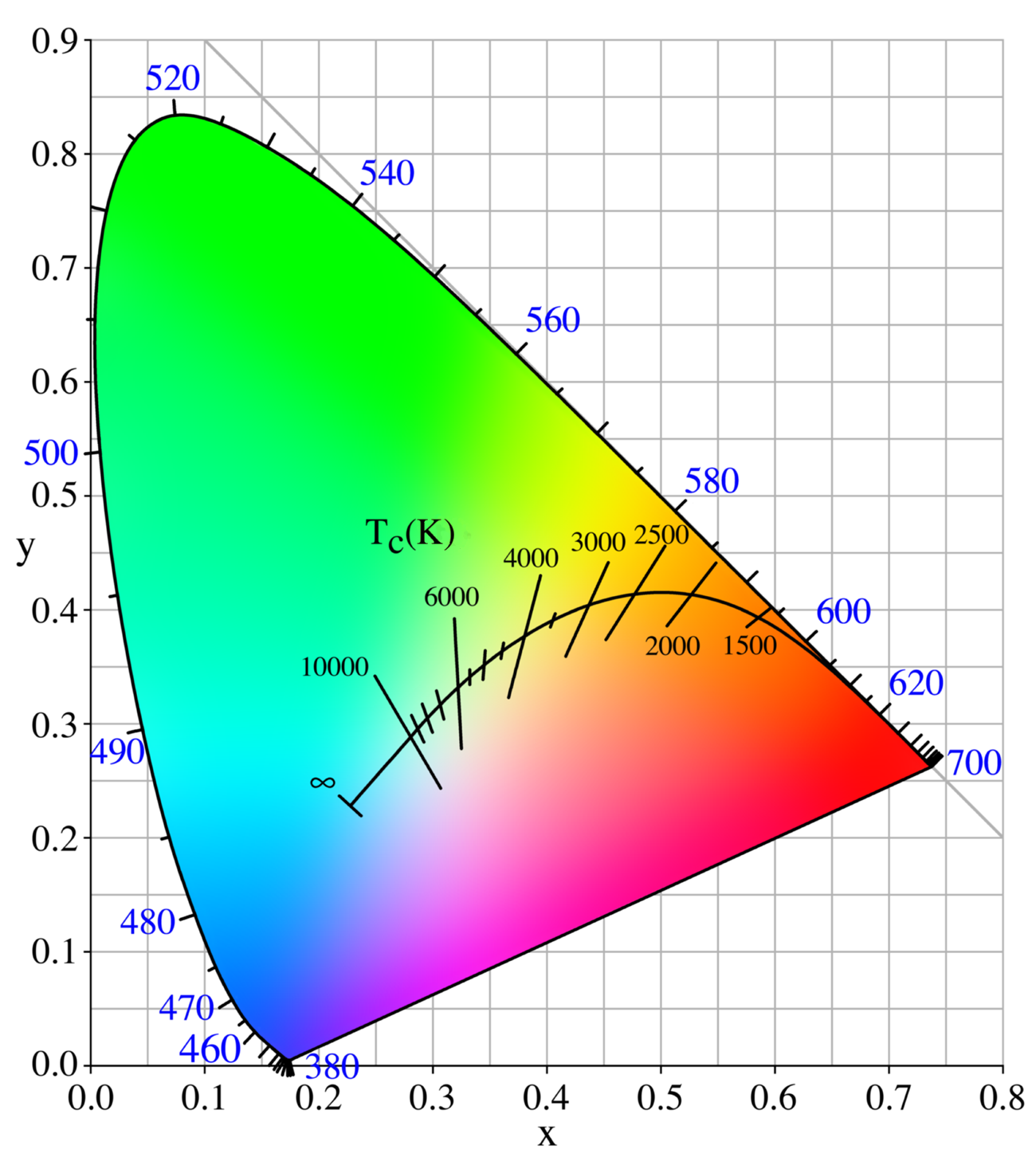
黑體輻射的顏色（色度）設根據黑體的溫度變化的；這些顏色的軌跡，如上面的CIE1931色彩空間圖所示，為剛普朗克軌跡（或稱為黑體軌跡）。

在熱力學中，黑体（英語：Black body），是一个理想化的物体，它能夠吸收外来的全部电磁辐射，並且不會有任何的反射與透射。隨著溫度上升，黑體所輻射出來的電磁波與光線則稱做黑體辐射。這個名詞在1862年由古斯塔夫·基爾霍夫所提出並引入熱力學內。

## 定義簡述
黑體對於任何波长的电磁波的吸收係数为1，透射係数为0。但黑體未必是黑色的，即使不反射任何的電磁波，它也可以放出電磁波，而這些電磁波的波長和能量則全取決於黑體的溫度，不因其他因素而改變。
對於人的視覺而言，黑體在700K以下時看起來是黑色的，這是由於在700K之下的黑體所放出來的輻射能量很小且輻射波長在可見光範圍之外。若黑體的溫度高過上述的溫度的話，黑體則不會再是黑色的了，它會開始變成紅色，並且隨著溫度的升高，而分別有橘色、黃色、白色等顏色出現，即黑體吸收和放出電磁波的過程遵循了光譜，其軌跡为剛普朗克軌跡（或稱為黑體軌跡）。黑體輻射實際上是黑體的熱輻射。在黑體的光譜中，由於高溫引起高頻率即短波長，因此較高溫度的黑體靠近光譜結尾的藍色區域而較低溫度的黑體靠近紅色區域。
在室溫下，黑體放出的基本為紅外線，但當溫度漲幅超過了百度之後，黑體開始放出可見光，根據溫度的升高過程，分別變為紅色，橙色，黃色，白色和藍色。當黑體變為白色的時候，它同時會放出大量的紫外線。
黑体单位表面積積的辐射通量{\displaystyle P}与其温度的四次方成正比，即：
{\displaystyle P=\sigma T^{4}}
式中{\displaystyle \sigma }称为斯特藩-玻爾茲曼常數，又稱為斯特藩常数。
黑體的放射過程引發物理學家對量子場內的熱平衡狀態的興趣。在經典物理中，所有熱平衡的傅里葉模型都遵循能量均分定理。當物理學家使用經典物理解釋黑體時，不可避免的發生了紫外災變，即用於計算黑體輻射強度的瑞利-金斯定律在輻射頻率趨向於無窮大時計算結果也趨向於無窮大。由於黑體可以用於檢驗熱平衡的性質，因為它放出的輻射遵循熱力學散射，歷史上對黑體的研究成為了量子物理開始的契機。

## 細節
在實驗室內，研究者們可以模擬最靠近黑體的設備是大型空腔表面所開的一個小洞。只要有光線射向這個小洞，光線便會在空腔內反射或者被空腔內的牆壁所吸收，而只剩下微乎極微的光線可以再由洞口射出，亦即入射的光線幾乎都被吸收了，而沒有反射。如此，這個小洞就有如一個黑體一般，而且當空腔開始加熱以後，小洞發出來的輻射所形成的光譜將會以量子化计算且和空腔材質無關。依據克希荷夫熱輻射定律，光譜的圖形只和空腔的溫度有關，而和其他因素沒有關係。

## 解釋

### 黑體模擬裝置

由小孔形成的黑體

通常，可以用一個開有小孔的腔體模擬黑體。射入小孔的電磁波經過多次反射后也難以射出，可以認爲電磁波被完全吸收。因此這個小孔就成爲一個黑體。但對於波長大於小孔直徑的電磁波，將有部分被反射，因此對於這部分電磁波而言，小孔并不是黑體。

## 黑體的實現
黑體的實現是指現實世界的物理體現。

### Cavity with a hole
1898年，奧托·魯默（Otto Lummer）和費迪南德·庫爾鮑姆（Ferdinand Kurlbaum）發表了他們的腔輻射源的論文。至今為止，它們的設計在輻射測量方面幾乎沒有改變。 它是鉑金盒壁上的一個孔，被隔膜隔開，其內部被氧化鐵塗黑。 它是逐步改進測量結果的重要組成部分，從而導致了普朗克定律的發現。1901年描的版本，其內部被鉻，鎳和氧化鈷的混合物塗黑。

### Near-black materials
人們感興趣於用於偽裝的類黑體材料和用於雷達隱身的雷達吸收材料。它們還可以用作太陽能收集器和紅外熱探測器。作為一種理想的輻射發射器，具有黑體行為的熱物質會產生高效的紅外加熱器，尤其是在無法使用對流加熱的空間或真空中。它們還可以用作望遠鏡和照相機的減反射表面，以減少雜散光，並收集有關高對比度區域中物體的信息（例如，觀察恆星周圍的行星），由於黑體的物質會吸收光來自非目標的來源。
人們早就知道，漆黑的塗層會使物體接近黑色。在製造的碳納米管中發現了對碳煙 ( lamp-black )的改進。納米多孔材料可以達到接近真空的折射率，在一種情況下，其平均反射率為0.045％。 2009年，一支日本科學家小組基於垂直排列的單壁碳納米管，創建了一種接近於理想黑體的納米黑材料。在從紫外線到遠紅外區域的光譜範圍內，它吸收了98％至99％的入射光。
幾乎完美的黑色材料的其他示例是通過化學刻蝕鎳磷合金(nickel–phosphorus alloy)，垂直排列的碳納米管陣列( vertically aligned carbon nanotube arrays ) 和花朵碳納米結構 ( flower carbon nanostructures ) ； 都吸收99.9％或更多的光（例如梵塔黑）。